# Söntellenállás
Ha a rendelkezésre álló (vagy mérendő) áram nagyobb, mint amire a méréshez használt fogyasztónak szüksége van és/vagy károsodás nélkül elvisel, a fogyasztóval párhuzamosan kötendő egy másik ellenállás, a söntellenállás. A név az ilyen célra használt ellenállás angol nevéből származik (shunt). Ugyanezt az elnevezést használják a párhuzamosan kötött söntmotor szabályozótagjára is. Itt a mellékáramkörrel szabályozzák az állórészen folyó áramot, és ezzel a motor fordulatszámát.

## Működése
A műszerrel (vagy fogyasztóval) párhuzamosan kötött ohmos ellenállás (söntellenállás) esetén Kirchoff törvényéből („a csomópontba befolyó áramok összege egyenlő a csomópontból kifolyó áramok összegével”) következő törvényszerűség: az egyes ágakon átfolyó áramok erőssége fordítottan arányos az ágak ellenállásával.

### Számítása lengőtekercses műszereknél

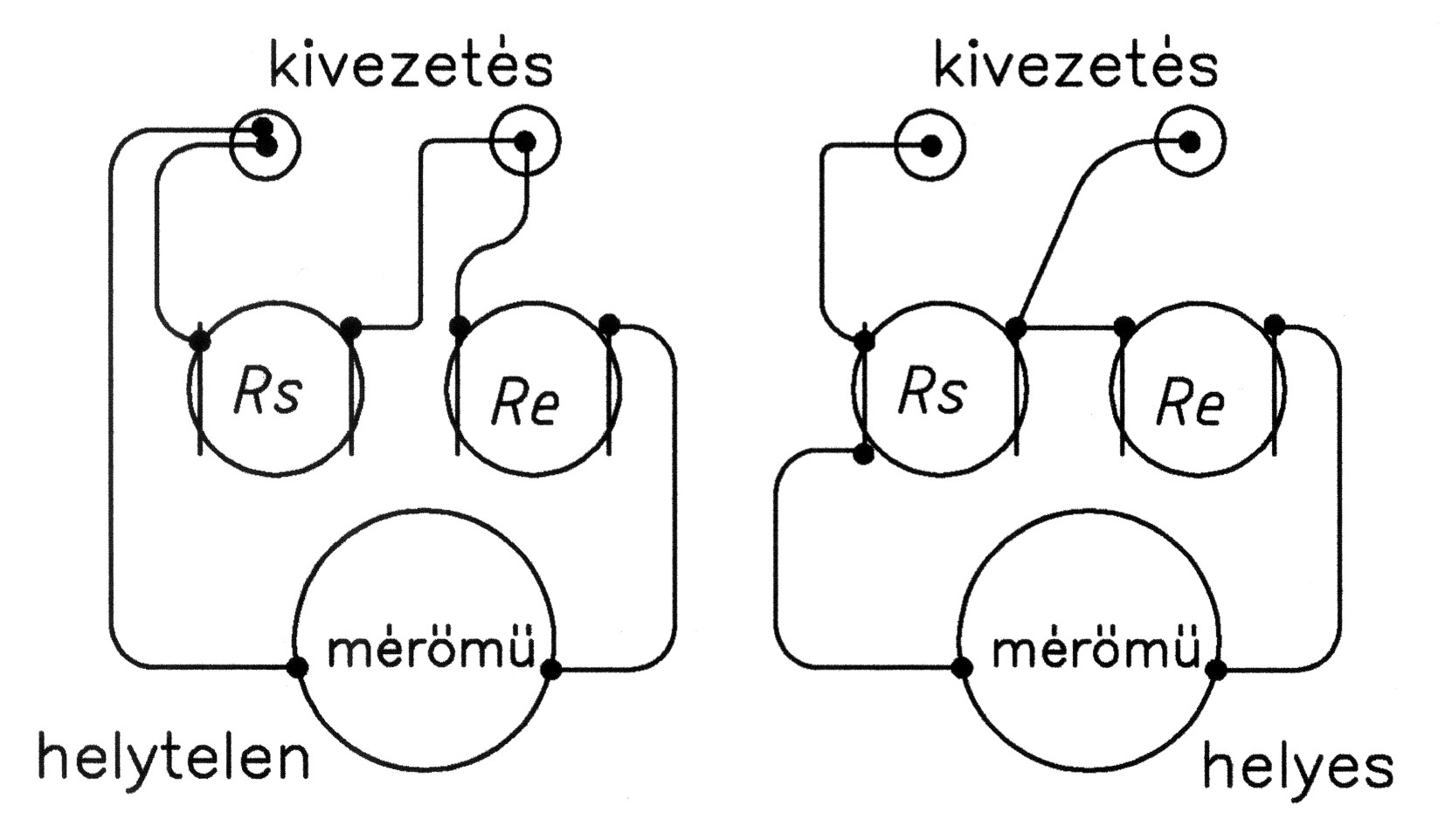
Sönt helyes és helytelen bekötése

A csomópontba befolyó (mérendő) áram = a műszeren folyó áram + a söntellenálláson folyó áram.
Képletben: Imérendő = Iműszer + Isönt = Iműszer* ((Rsönt+Rműszer) / Rsönt),
ebből a söntölési viszony
S = Imérendő / Iműszer = (Rsönt + Rműszer) / Rsönt) = 1 +(Rműszer / Rsönt)
a sönt ellenállása pedig Rsönt = Rműszer / (S-1)
A sönt anyaga helyesen manganin, feszültsége: Usönt = Uműszer
A sönt teljesítménye Psönt = Usöntsönt * (Imérendő – Isönt), emiatt kívánatos, hogy a műszer minél kisebb feszültségen mutasson végkitérést. A sönt legalább egy hibaosztállyal legyen jobb, mint a hozzá csatlakozó műszer.

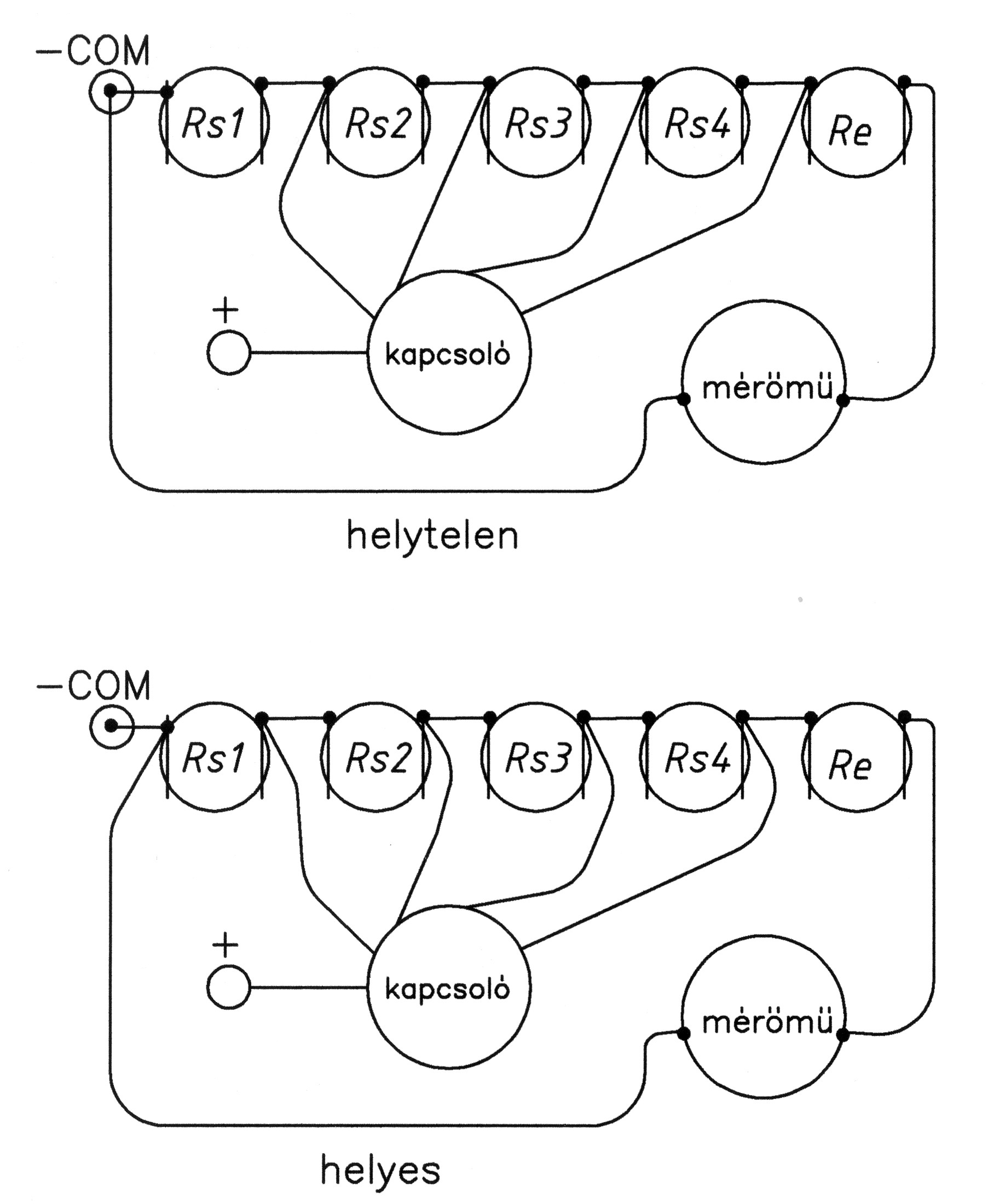
Sönt helytelen és helyes bekötése

Szükséges hangsúlyozni, hogy a söntellenállás ohmértéke és feszültsége mindig annak kapcsain értendő. Ha a sönt nem beépített vagy ráépített kivitelű, hanem külön helyezkedik el, a sönt és a műszer összekötéséhez szabványos vezetékpárt használnak. Ez mérőszámát tekintve azonos hosszúságú és keresztmetszetű vörösréz vezetékpár, melynek ellenállása 0,035 Ω. (A vörösréz fajlagos ellenállása ugyanis 0,0175 Ωmm²/m, így ha a vezeték hossza méterben kifejezve éppen annyi, mint a keresztmetszete mm²-ben, akkor a vezetékpár teljes ellenállása mindig a szabványos érték, 0,035 Ω lesz.) A műszerek (általában) ennyivel kevesebbre vannak hitelesítve. Például, ha a kijelzőműszer Uműszer=0,06 V és Iműszer=0,005 A, akkor a műszer a névleges 0,06 V helyett Uvezeték=Iműszer×Rvezeték=0,005×0,035=0,000175 V=0,175 mV. Így a műszerre jutó feszültség Usönt–Uvezeték=60 mV–0,175 mV=59,825 mV.

#### Veszélyforrások
Sönt használatánál, annak relatíve kicsi ellenállása miatt nagyon lényeges a potenciálpont helyes kialakítása. A potenciálpont az a pont, ahol a sönt ellenállásán az átfolyó áram hatására fellépő feszültségesés levehető. Ha a sönt egy tekercselt ellenállás, a kivezetésre feltekert huzal a kivezetést egzaktul, egyértelműen meghatározott ponton hagyja el. A feltekert huzal forrasztását úgy kell kivitelezni, hogy nem megengedett a kivezetőre felfekvő huzal, amit nem fed ónréteg. A kiforrasztástól elindulva nem érintkezhet a huzal a kivezetővel, mert ez a sönt értékének változását okozhatja.
Lényeges a bekötés elkészítése is. Mindig ügyelni kell arra, hogy a potenciálpont a sönt kapcsain értendő. Helytelen bekötés esetén a bekötőhuzal ellenállása hozzáadódik a sönt ellenállásához, így a feszültségesés nem a számított lesz. A kombinált sönt bekötésekor helyes bekötés esetén a bekötőhuzal ellenállása nem a sönt értékéhez, hanem az előtét-ellenállás értékéhez adódik hozzá.

## Használata több méréshatárú műszereknél

### Sönt a feszültségkörben
Ferrodinamikus, elektrodinamikus

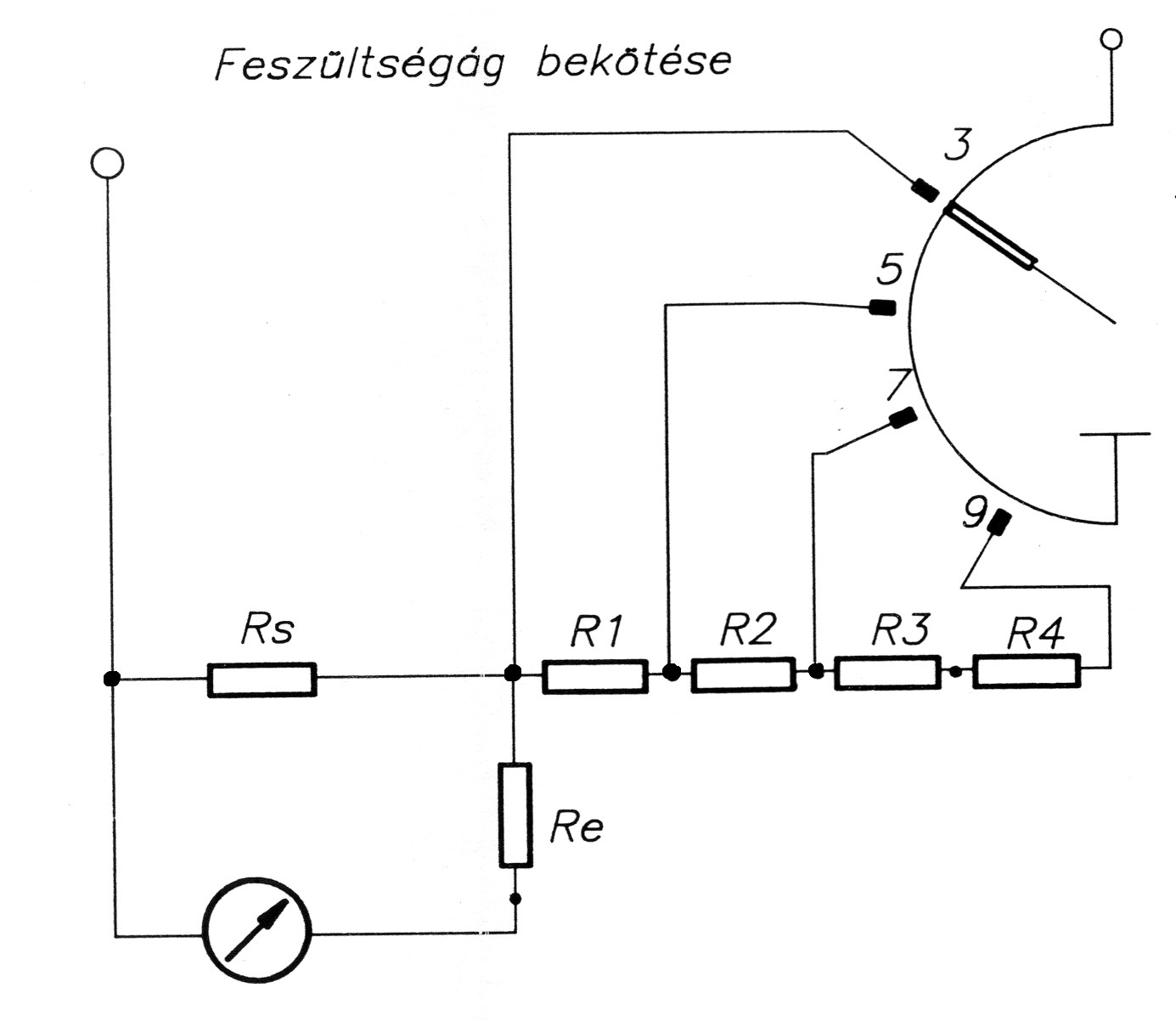
Sönt a feszültségkörben

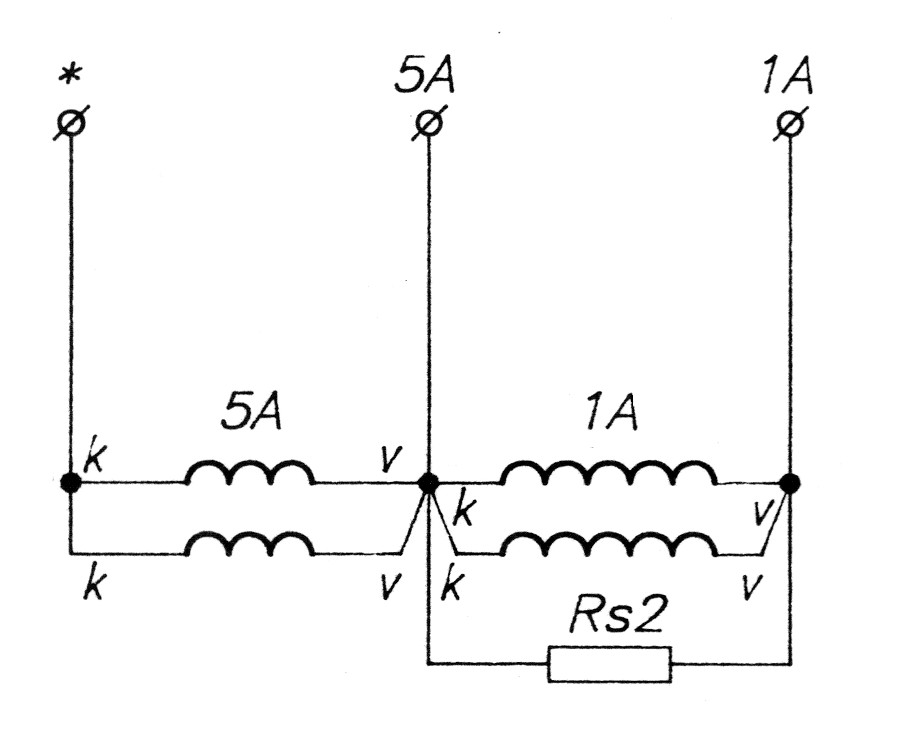
Söntellenállás az áramágban

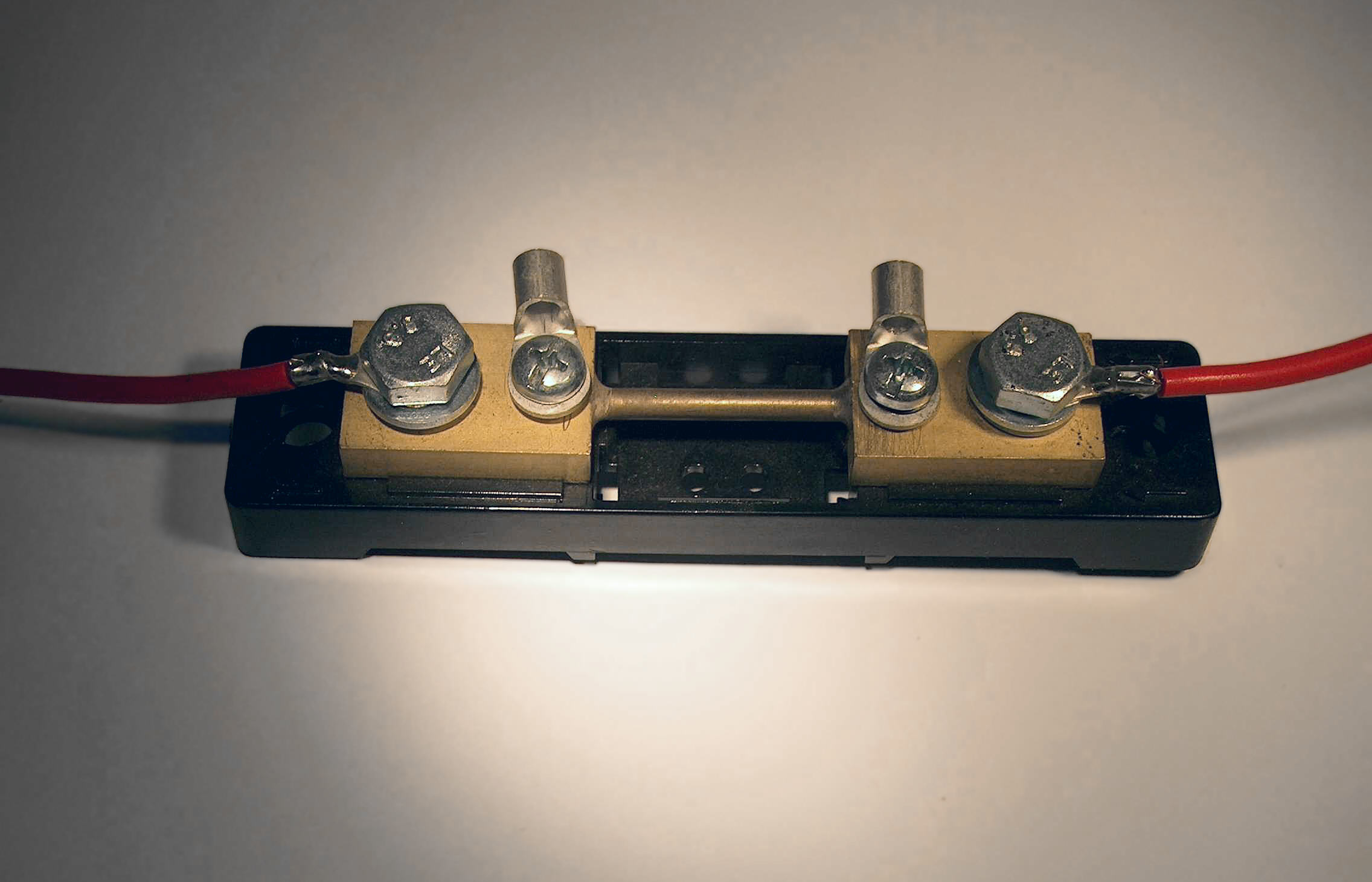
Söntellenállás 50A/60mV

wattmérőknél, ahol több feszültség-méréshatár áll rendelkezésre, az eltérő fogyasztás miatt minden előtét-ellenállást külön kellene értékre meghatározni és bemérni. Ezt elkerülendő a legkisebb feszültség méréshatáron van beállítva a műszer egy előtét-ellenállással. A mérőművön keresztül műszerenkét eltérő áram folyik (ami éppen végkitérésbe viszi a műszert). Egységes, előre meghatározható értékű előtét-ellenállások biztosíthatók, ha a legkisebb feszültség-méréshatárhoz tartozó két potenciálpont közé egy söntellenállást helyeznek el. Ennek értéke úgy van megválasztva, hogy a közös ágban egy előre meghatározott fix áram (pl. 3 mA) folyik. Így már az összes előtét-ellenállás Ohm törvényével előre meghatározható.

### Sönt az áramágban
Több áram méréshatárú elektrodinamikus, ferrodinamikus wattmérőknél a gerjesztőcsévéket egymásra tekerik. A legnagyobb áram méréshatárhoz tartozó tekercshez a kisebb méréshatár(ok)nál további menetek adódnak hozzá. Így azok geometriai központja a legnagyobbhoz képest megváltozik, és mivel nagyobb méretű, azonos gerjesztés mellett az ugyanannyi erővonal nagyobb felületen halad keresztül. Így a kisebb méréshatárnál kisebb lesz az erővonal-sűrűség, ami kisebb kitérést eredményez. Ezt elkerülendő a kisebb áram méréshatárhoz tartozó tekercselést 3-5%-kal nagyobb gerjesztésre kell tervezni. Így a kisebb méréshatáron a műszer nagyobb kitérést fog mutatni. A kisebb áramhoz tartozó tekerccsel párhuzamosan egy söntellenállást kötnek, amely értékének változtatásával azonos kitérés állítható be.

## Külön sönt
Viszonylag nagy egyenáramok mérésére külön söntellenállásokat használnak. A söntellenállás a műszertől függetlenül, például egy berendezésben helyezkedhet el. A kijelző lengőtekercses műszer a sönttől függetlenül, helyileg teljesen máshol helyezkedhet el. Ez nagy áramok esetén követelmény is, mert az áram vezetését szolgáló sínek mágneses térereje zavarná a műszer működését. A söntellenállás a sínek megszakításával van beiktatva. A söntellenállás manganin huzal(ok)ból, egy vagy több rúdból, ritkábban manganinlemezből készül. Az áram-hozzávezetést biztosító csatlakozást sárgaréz tömb, nagyobb áramoknál vörösréz tömb biztosítja. A tömb alakja téglalap, „T”- vagy „L”-szelvény lehet. A huzal vagy lemez keményforrasztással van rögzítve a tömbhöz. A bemérést Thomson-hídban végzik. A pontos érték beállítása a keresztmetszet egyenletes csökkentésével (pl. reszeléssel, marással), vagy lemezellenállások esetén kicsípéssel, a hossz változtatásával végezhető el. A söntellenállás a képen látható piros vezetéken keresztül kapja meg a mérendő áramot, míg a két saru a potenciálpontokra van csatlakoztatva, oda csatlakozik a megfelelő mérőműszer, vagy ott vehető le az egyéb elektronika meghajtásához szükséges feszültségesés.
Nagyon nagy áramok (pl. 15 000 A) esetén a sok, egymással párhuzamosan elhelyezett manganinrúdnál a hozzávezetést biztosító tömbben nem lesz egyenletes az árameloszlás. Az átfolyó áramoknál a hosszabb megteendő út a potenciálpontig kisebb áram folyását eredményezi. Ennek megfelelőségét a konstrukciónak kell biztosítani.

## Külső hivatkozások
- Karsa Béla: Villamos mérőműszerek és mérések (Műszaki Könyvkiadó. 1962)
- Tamás László: Analóg műszerek (Jegyzet Ganz Műszer Zrt. 2006)